# Critérium del Dauphiné 2015
La 67.ª edición del Critérium del Dauphiné fue una competición de ciclismo en ruta que se disputó entre el 7 y el 14 de junio de 2015 en Ródano-Alpes (Francia). Tuvo un recorrido de 1213 km distribuidos en 8 etapas, con inicio en Ugine y final en la estación de esquí Valfréjus en Modane.
La carrera formó parte del UCI WorldTour 2015, siendo la decimosexta competición del calendario de máxima categoría mundial.
El ganador fue el británico Chris Froome (quién además ganó dos etapas). Le acompañaron en el podio el estadounidense Tejay Van Garderen y el portugués Rui Costa.
En las clasificaciones secundarias triunfaron Nacer Bouhanni (puntos), Daniel Teklehaimanot (montaña), Simon Yates (jóvenes) y Movistar (equipos).

## Equipos participantes
Tomaron parte en la carrera 21 equipos: los diecisiete UCI ProTeam (al tener asegurada y ser obligatoria su participación), más cuatro equipos invitados de categoría Profesional Continental invitados por la organización. Cada equipo comenzó integrado por 8 corredores (excepto Giant-Alpecin que lo hizo con 7), formando así un pelotón de 167 ciclistas.
| Equipo                     | Cód. UCI | Categoría               |
| -------------------------- | -------- | ----------------------- |
| Team Cannondale-Garmin     | TCG      | UCI ProTeam             |
| Team Sky                   | SKY      | UCI ProTeam             |
| Astana Pro Team            | AST      | UCI ProTeam             |
| Team Lotto NL-Jumbo        | TLJ      | UCI ProTeam             |
| AG2R La Mondiale           | ALM      | UCI ProTeam             |
| Orica GreenEDGE            | OGE      | UCI ProTeam             |
| Lotto-Soudal               | LTS      | UCI ProTeam             |
| Movistar Team              | MOV      | UCI ProTeam             |
| Team Katusha               | KAT      | UCI ProTeam             |
| BMC Racing Team            | BMC      | UCI ProTeam             |
| Etixx-Quick Step           | EQS      | UCI ProTeam             |
| Trek Factory Racing        | TFR      | UCI ProTeam             |
| Tinkoff-Saxo               | TCS      | UCI ProTeam             |
| IAM Cycling                | IAM      | UCI ProTeam             |
| Lampre-Merida              | LAM      | UCI ProTeam             |
| Team Europcar              | EUC      | Profesional Continental |
| Cofidis, Solutions Crédits | COF      | Profesional Continental |
| FDJ                        | FDJ      | UCI ProTeam             |
| Team Giant-Alpecin         | TGA      | UCI ProTeam             |
| MTN Qhubeka                | MTN      | Profesional Continental |
| Bora-Argon 18              | BOA      | Profesional Continental |

## Etapas

### 1.ª Etapa: 7 de junio.Ugine-Albertville, 131.5 km
| Pos. | Corredor             | Equipo          | Tiempo          |
| ---- | -------------------- | --------------- | --------------- |
| 1.º  | Peter Kennaugh       | Sky             | 3 h 06 min 51 s |
| 2.º  | Sacha Modolo         | Lampre-Merida   | a 2 s           |
| 3.º  | Edvald Boasson Hagen | MTN Qhubeka     | m.t.            |
| 4.º  | Tiesj Benoot         | Lotto-Soudal    | m.t.            |
| 5.º  | Simon Gerrans        | Orica GreenEDGE | m.t.            |

| 6.º  | Nacer Bouhanni     | Cofidis          | m.t. |
| 7.º  | Jay McCarthy       | Tinkoff-Saxo     | m.t. |
| 8.º  | Alejandro Valverde | Movistar         | m.t. |
| 9.º  | Samuel Dumoulin    | Ag2r La Mondiale | m.t. |
| 10.º | Cyril Gautier      | Europcar         | m.t. |

| Pos. | Corredor             | Equipo          | Tiempo          |
| ---- | -------------------- | --------------- | --------------- |
| 1.º  | Peter Kennaugh       | Sky             | 3 h 06 min 41 s |
| 2.º  | Sacha Modolo         | Lampre-Merida   | a 6 s           |
| 3.º  | Edvald Boasson Hagen | MTN Qhubeka     | a 8 s           |
| 4.º  | Tiesj Benoot         | Lotto-Soudal    | a 12 s          |
| 5.º  | Simon Gerrans        | Orica GreenEDGE | m.t.            |

| 6.º  | Nacer Bouhanni     | Cofidis          | m.t. |
| 7.º  | Jay McCarthy       | Tinkoff-Saxo     | m.t. |
| 8.º  | Alejandro Valverde | Movistar         | m.t. |
| 9.º  | Samuel Dumoulin    | Ag2r La Mondiale | m.t. |
| 10.º | Cyril Gautier      | Europcar         | m.t. |

### 2.ª Etapa: 8 de junio.Le Bourget-du-Lac-Villars-les-Dombes, 173 km
| Pos. | Corredor             | Equipo                     | Tiempo          |
| ---- | -------------------- | -------------------------- | --------------- |
| 1.º  | Nacer Bouhanni       | Cofidis, Solutions Crédits | 4 h 23 min 46 s |
| 2.º  | Samuel Dumoulin      | Ag2r La Mondiale           | m.t.            |
| 3.º  | Sacha Modolo         | Lampre-Merida              | m.t.            |
| 4.º  | Edvald Boasson Hagen | MTN Qhubeka                | m.t.            |
| 5.º  | Alexey Tsatevitch    | Katusha                    | m.t.            |

| 6.º  | Jonas Van Genechten  | IAM               | m.t. |
| 7.º  | Jens Keukeleire      | Orica GreenEDGE   | m.t. |
| 8.º  | Ramūnas Navardauskas | Cannondale-Garmin | m.t. |
| 9.º  | Yannick Martinez     | Europcar          | m.t. |
| 10.º | Luka Mezgec          | Giant-Alpecin     | m.t. |

| Pos. | Corredor             | Equipo                     | Tiempo          |
| ---- | -------------------- | -------------------------- | --------------- |
| 1.º  | Peter Kennaugh       | Sky                        | 7 h 30 min 27 s |
| 2.º  | Sacha Modolo         | Lampre-Merida              | a 2 s           |
| 3.º  | Nacer Bouhanni       | Cofidis, Solutions Crédits | m.t.            |
| 4.º  | Samuel Dumoulin      | Ag2r La Mondiale           | a 6 s           |
| 5.º  | Edvald Boasson Hagen | MTN Qhubeka                | a 8 s           |

| 6.º  | Tiesj Benoot         | Lotto-Soudal      | a 12 s |
| 7.º  | Yannick Martinez     | Europcar          | m.t.   |
| 8.º  | Jay McCarthy         | Tinkoff-Saxo      | m.t.   |
| 9.º  | Ramūnas Navardauskas | Cannondale-Garmin | m.t.   |
| 10.º | Julian Alaphilippe   | Etixx-Quick Step  | m.t.   |

### 3.ª Etapa: 9 de junio.Roanne-Montagny(CRE), 24,5 km
| Pos. | Equipo           | Tiempo      |
| ---- | ---------------- | ----------- |
| 1.º  | BMC Racing       | 29 min 58 s |
| 2.º  | Astana           | a 4 s       |
| 3.º  | Movistar         | a 5 s       |
| 4.º  | Etixx-Quick Step | a 18 s      |
| 5.º  | Orica GreenEDGE  | a 23 s      |

| 6.º  | Sky               | a 35 s |
| 7.º  | Cannondale-Garmin | a 43 s |
| 8.º  | Lampre-Merida     | a 47 s |
| 9.º  | IAM               | a 50 s |
| 10.º | Lotto NL-Jumbo    | a 54 s |

| Pos. | Corredor           | Equipo     | Tiempo          |
| ---- | ------------------ | ---------- | --------------- |
| 1.º  | Rohan Dennis       | BMC Racing | 8 h 00 min 37 s |
| 2.º  | Tejay Van Garderen | BMC Racing | m.t.            |
| 3.º  | Andriy Grivko      | Astana     | a 4 s           |
| 4.º  | Vincenzo Nibali    | Astana     | m.t.            |
| 5.º  | Lieuwe Westra      | Astana     | m.t.            |

| 6.º  | Rein Taaramäe      | Astana   | m.t.  |
| 7.º  | Michele Scarponi   | Astana   | m.t.  |
| 8.º  | Gorka Izagirre     | Movistar | a 5 s |
| 9.º  | Alejandro Valverde | Movistar | m.t.  |
| 10.º | John Gadret        | Movistar | m.t.  |

### 4.ª Etapa: 10 de junio.Anneyron-Sisteron, 228 km
| Pos. | Corredor             | Equipo                     | Tiempo          |
| ---- | -------------------- | -------------------------- | --------------- |
| 1.º  | Nacer Bouhanni       | Cofidis, Solutions Crédits | 5 h 30 min 53 s |
| 2.º  | Jonas Van Genechten  | IAM                        | m.t.            |
| 3.º  | Luka Mezgec          | Giant-Alpecin              | m.t.            |
| 4.º  | Edvald Boasson Hagen | MTN Qhubeka                | m.t.            |
| 5.º  | Alexey Tsatevitch    | Katusha                    | m.t.            |

| 6.º  | Julian Alaphilippe | Etixx-Quick Step  | m.t. |
| 7.º  | Samuel Dumoulin    | Ag2r La Mondiale  | m.t. |
| 8.º  | Tiesj Benoot       | Lotto-Soudal      | m.t. |
| 9.º  | Kévin Réza         | FDJ               | m.t. |
| 10.º | Nathan Haas        | Cannondale-Garmin | m.t. |

| Pos. | Corredor           | Equipo     | Tiempo           |
| ---- | ------------------ | ---------- | ---------------- |
| 1.º  | Rohan Dennis       | BMC Racing | 13 h 31 min 30 s |
| 2.º  | Tejay Van Garderen | BMC Racing | m.t.             |
| 3.º  | Andriy Grivko      | Astana     | a 4 s            |
| 4.º  | Vincenzo Nibali    | Astana     | m.t.             |
| 5.º  | Lieuwe Westra      | Astana     | m.t.             |

| 6.º  | Rein Taaramäe      | Astana   | m.t.  |
| 7.º  | Michele Scarponi   | Astana   | m.t.  |
| 8.º  | Gorka Izagirre     | Movistar | a 5 s |
| 9.º  | Alejandro Valverde | Movistar | m.t.  |
| 10.º | John Gadret        | Movistar | m.t.  |

### 5.ª Etapa: 11 de junio.Digne-les-Bains-Pra-Loup, 161 km
| Pos. | Corredor           | Equipo           | Tiempo          |
| ---- | ------------------ | ---------------- | --------------- |
| 1.º  | Romain Bardet      | Ag2r La Mondiale | 4 h 31 min 22 s |
| 2.º  | Tejay Van Garderen | BMC Racing       | a 36 s          |
| 3.º  | Chris Froome       | Sky              | a 40 s          |
| 4.º  | Beñat Intxausti    | Movistar         | a 42 s          |
| 5.º  | Simon Yates        | Orica GreenEDGE  | a 50 s          |

| 6.º  | Louis Meintjes   | MTN Qhubeka       | a 50 s |
| 7.º  | Andrew Talansky  | Cannondale-Garmin | a 55 s |
| 8.º  | Michele Scarponi | Astana            | a 57 s |
| 9.º  | Pierre Rolland   | Europcar          | m.t.   |
| 10.º | Mathias Frank    | IAM               | m.t.   |

| Pos. | Corredor           | Equipo           | Tiempo           |
| ---- | ------------------ | ---------------- | ---------------- |
| 1.º  | Tejay Van Garderen | BMC Racing       | 18 h 03 min 22 s |
| 2.º  | Beñat Intxausti    | Movistar         | a 17 s           |
| 3.º  | Romain Bardet      | Ag2r La Mondiale | a 20 s           |
| 4.º  | Michele Scarponi   | Astana           | a 31 s           |
| 5.º  | Chris Froome       | Sky              | a 41 s           |

| 6.º  | Simon Yates     | Orica GreenEDGE   | a 43 s       |
| 7.º  | Andrew Talansky | Cannondale-Garmin | a 1 min 08 s |
| 8.º  | Daniel Martin   | Cannondale-Garmin | a 1 min 16 s |
| 9.º  | Mathias Frank   | IAM               | a 1 min 17 s |
| 10.º | Nicolas Roche   | Sky               | a 1 min 25 s |

### 6.ª Etapa: 12 de junio.Saint-Bonnet-en-Champsaur-Villard-de-Lans, 183 km
| Pos. | Corredor           | Equipo          | Tiempo          |
| ---- | ------------------ | --------------- | --------------- |
| 1.º  | Rui Costa          | Lampre-Merida   | 4 h 29 min 23 s |
| 2.º  | Vincenzo Nibali    | Astana Pro Team | a 5 s           |
| 3.º  | Alejandro Valverde | Movistar        | a 38 s          |
| 4.º  | Tony Gallopin      | Lotto-Soudal    | a 39 s          |
| 5.º  | Simon Yates        | Orica GreenEDGE | a 1 min 24 s    |

| 6.º  | Daniel Martin   | Cannondale-Garmin | a 1 min 46 s |
| 7.º  | John Gadret     | Movistar          | a 1 min 48 s |
| 8.º  | Tiesj Benoot    | Lotto-Soudal      | a 1 min 59 s |
| 9.º  | Chris Froome    | Sky               | a 2 min 12 s |
| 10.º | Beñat Intxausti | Movistar          | m.t.         |

| Pos. | Corredor           | Equipo          | Tiempo           |
| ---- | ------------------ | --------------- | ---------------- |
| 1.º  | Vincenzo Nibali    | Astana          | 22 h 34 min 17 s |
| 2.º  | Rui Costa          | Lampre-Merida   | a 29 s           |
| 3.º  | Alejandro Valverde | Movistar        | a 30 s           |
| 4.º  | Simon Yates        | Orica GreenEDGE | a 35 s           |
| 5.º  | Tejay Van Garderen | BMC Racing      | a 42 s           |

| 6.º  | Beñat Intxausti | Movistar          | a 57 s       |
| 7.º  | Chris Froome    | Sky               | a 1 min 21 s |
| 8.º  | Tony Gallopin   | Lotto-Soudal      | a 1 min 29 s |
| 9.º  | Romain Bardet   | Ag2r La Mondiale  | a 1 min 30 s |
| 10.º | Daniel Martin   | Cannondale-Garmin | m.t.         |

### 7.ª Etapa: 13 de junio.Montmélian-Saint-Gervais-Mont Blanc, 155 km
| Pos. | Corredor           | Equipo      | Tiempo          |
| ---- | ------------------ | ----------- | --------------- |
| 1.º  | Chris Froome       | Sky         | 4 h 24 min 17 s |
| 2.º  | Tejay Van Garderen | BMC Racing  | a 17 s          |
| 3.º  | Louis Meintjes     | MTN Qhubeka | a 41 s          |
| 4.º  | Beñat Intxausti    | Movistar    | m.t.            |
| 5.º  | Joaquim Rodríguez  | Katusha     | a 54 s          |

| 6.º  | Romain Bardet     | Ag2r La Mondiale  | a 1 min 08 s |
| 7.º  | Alexis Vuillermoz | Ag2r La Mondiale  | a 1 min 15 s |
| 8.º  | Andrew Talansky   | Cannondale-Garmin | a 1 min 25 s |
| 9.º  | Rui Costa         | Lampre-Merida     | a 1 min 34 s |
| 10.º | Daniel Navarro    | Cofidis           | a 1 min 45 s |

| Pos. | Corredor           | Equipo          | Tiempo           |
| ---- | ------------------ | --------------- | ---------------- |
| 1.º  | Tejay Van Garderen | BMC Racing      | 26 h 59 min 27 s |
| 2.º  | Chris Froome       | Sky             | a 18 s           |
| 3.º  | Beñat Intxausti    | Movistar        | a 45 s           |
| 4.º  | Rui Costa          | Lampre-Merida   | a 1 min 10 s     |
| 5.º  | Simon Yates        | Orica GreenEDGE | a 1 min 29 s     |

| 6.º  | Alejandro Valverde | Movistar          | a 1 min 40 s |
| 7.º  | Romain Bardet      | Ag2r La Mondiale  | a 1 min 45 s |
| 8.º  | Daniel Martin      | Cannondale-Garmin | a 2 min 29 s |
| 5.º  | Andrew Talansky    | Cannondale-Garmin | a 2 min 39 s |
| 10.º | Joaquim Rodríguez  | Katusha           | a 2 min 46 s |

### 8.ª Etapa: 14 de junio.Saint-Gervais-Mont Blanc-Modane(Valfréjus), 156,5 km
| Pos. | Corredor           | Equipo          | Tiempo          |
| ---- | ------------------ | --------------- | --------------- |
| 1.º  | Chris Froome       | Sky             | 3 h 59 min 27 s |
| 2.º  | Simon Yates        | Orica GreenEDGE | a 18 s          |
| 3.º  | Rui Costa          | Lampre-Merida   | m.t.            |
| 4.º  | Tejay Van Garderen | BMC Racing      | m.t.            |
| 5.º  | Joaquim Rodríguez  | Katusha         | a 28 s          |

| 6.º  | Romain Bardet   | Ag2r La Mondiale  | a 28 s |
| 7.º  | Daniel Martin   | Cannondale-Garmin | a 31 s |
| 8.º  | Wouter Poels    | Sky               | a 44 s |
| 9.º  | Pierre Rolland  | Europcar          | m.t.   |
| 10.º | Beñat Intxausti | Movistar          | m.t.   |

| Pos. | Corredor           | Equipo          | Tiempo           |
| ---- | ------------------ | --------------- | ---------------- |
| 1.º  | Chris Froome       | Sky             | 30 h 59 min 02 s |
| 2.º  | Tejay Van Garderen | BMC Racing      | a 18 s           |
| 3.º  | Rui Costa          | Lampre-Merida   | a 1 min 16 s     |
| 4.º  | Beñat Intxausti    | Movistar        | a 1 min 21 s     |
| 5.º  | Simon Yates        | Orica GreenEDGE | a 1 min 33 s     |

| 6.º  | Romain Bardet      | Ag2r La Mondiale  | a 2 min 05 s |
| 7.º  | Daniel Martin      | Cannondale-Garmin | a 2 min 52 s |
| 8.º  | Joaquim Rodríguez  | Katusha           | a 3 min 06 s |
| 9.º  | Alejandro Valverde | Movistar          | a 3 min 12 s |
| 10.º | Andrew Talansky    | Cannondale-Garmin | a 4 min 17 s |

## Clasificaciones

### Clasificación general
| Pos. | Corredor           | Equipo            | Tiempo           |
| ---- | ------------------ | ----------------- | ---------------- |
| 1.º  | Chris Froome       | Sky               | 30 h 59 min 02 s |
| 2.º  | Tejay van Garderen | BMC Racing        | a 10 s           |
| 3.º  | Rui Costa          | Lampre-Merida     | a 1 min 16 s     |
| 4.º  | Beñat Intxausti    | Movistar          | a 1 min 21 s     |
| 5.º  | Simon Yates        | Orica GreenEDGE   | a 1 min 33 s     |
| 6.º  | Romain Bardet      | Ag2r La Mondiale  | a 2 min 05 s     |
| 7.º  | Daniel Martin      | Cannondale-Garmin | a 2 min 52 s     |
| 8.º  | Joaquim Rodríguez  | Katusha           | a 3 min 06 s     |
| 9.º  | Alejandro Valverde | Movistar          | a 3 min 12 s     |
| 10.º | Andrew Talansky    | Cannondale-Garmin | a 4 min 17 s     |

| 11.º | Rafael Valls         | Lampre-Merida    | a 4 min 20 s  |
| 12.º | Vincenzo Nibali      | Astana           | a 4 min 32 s  |
| 13.º | David de la Cruz     | Etixx-Quick Step | a 5 min 24 s  |
| 14.º | Robert Kiserlovski   | Tinkoff-Saxo     | a 6 min 43 s  |
| 15.º | Bart De Clercq       | Lotto-Soudal     | a 9 min 51 s  |
| 16.º | Daniel Navarro       | Cofidis          | a 10 min 32 s |
| 17.º | Jonathan Castroviejo | Movistar         | a 11 min 22 s |
| 18.º | Rubén Plaza          | Lampre-Merida    | a 20 min 14 s |
| 19.º | Gorka Izagirre       | Movistar         | a 20 min 49 s |
| 20.º | Adam Yates           | Orica GreenEDGE  | a 25 min 30 s |

### Clasificación por puntos
| Pos. | Ciclista             | Equipo                     | Puntos |
| ---- | -------------------- | -------------------------- | ------ |
|      | Nacer Bouhanni       | Cofidis, Solutions Crédits | 64     |
| 2.º  | Edvald Boasson Hagen | MTN Qhubeka                | 56     |
| 3.º  | Chris Froome         | Sky                        | 42     |
| 4.º  | Tejay Van Garderen   | BMC Racing                 | 32     |
| 5.º  | Alexey Tsatevitch    | Katusha                    | 32     |

### Clasificación de la montaña
| Pos. | Ciclista             | Equipo           | Puntos |
| ---- | -------------------- | ---------------- | ------ |
|      | Daniel Teklehaimanot | MTN Qhubeka      | 65     |
| 2.º  | Chris Froome         | Sky              | 26     |
| 3.º  | Louis Meintjes       | MTN Qhubeka      | 25     |
| 4.º  | Romain Bardet        | Ag2r La Mondiale | 17     |
| 5.º  | Vincenzo Nibali      | Astana           | 17     |

### Clasificación de los jóvenes
| Posición | Ciclista        | Equipo           | Tiempo           |
| -------- | --------------- | ---------------- | ---------------- |
|          | Simon Yates     | Orica GreenEDGE  | 31 h 00 min 35 s |
| 2.º      | Romain Bardet   | Ag2r La Mondiale | a 32 s           |
| 3.º      | Adam Yates      | Orica GreenEDGE  | a 23 min 57 s    |
| 4.º      | Wilco Kelderman | Lotto NL-Jumbo   | a 27 min 07 s    |
| 5.º      | Tiesj Benoot    | Lotto-Soudal     | a 37 min 21 s    |

### Clasificación por equipos
| Posición | Equipo           | Tiempo           |
| -------- | ---------------- | ---------------- |
|          | Movistar         | 92 h 07 min 53 s |
| 2.º      | Lampre-Merida    | a 13 min 45 s    |
| 3.º      | Tinkoff-Saxo     | a 22 min 50 s    |
| 4.º      | Ag2r La Mondiale | a 43 min 18 s    |
| 5.º      | Astana           | a 45 min 33 s    |

## Evolución de las clasificaciones
| Etapa (Vencedor)           | Clasificación general | Clasificación por puntos | Clasificación de la montaña | Clasificación de los jóvenes | Clasificación por equipos |
| -------------------------- | --------------------- | ------------------------ | --------------------------- | ---------------------------- | ------------------------- |
| Etapa 1 (Peter Kennaugh)   | Peter Kennaugh        | Peter Kennaugh           | Daniel Teklehaimanot        | Tiesj Benoot                 | Sky                       |
| Etapa 2 (Nacer Bouhanni)   | Peter Kennaugh        | Sacha Modolo             | Daniel Teklehaimanot        | Nacer Bouhanni               | Sky                       |
| Etapa 3 (CRE) (BMC Racing) | Rohan Dennis          | Nacer Bouhanni           | Daniel Teklehaimanot        | Rohan Dennis                 | BMC Racing                |
| Etapa 4 (Nacer Bouhanni)   | Rohan Dennis          | Nacer Bouhanni           | Daniel Teklehaimanot        | Rohan Dennis                 | BMC Racing                |
| Etapa 5 (Romain Bardet)    | Tejay van Garderen    | Nacer Bouhanni           | Daniel Teklehaimanot        | Romain Bardet                | Sky                       |
| Etapa 6 (Rui Costa)        | Vincenzo Nibali       | Nacer Bouhanni           | Daniel Teklehaimanot        | Simon Yates                  | Movistar                  |
| Etapa 7 (Chris Froome)     | Tejay van Garderen    | Nacer Bouhanni           | Daniel Teklehaimanot        | Simon Yates                  | Movistar                  |
| Etapa 8 (Chris Froome)     | Chris Froome          | Nacer Bouhanni           | Daniel Teklehaimanot        | Simon Yates                  | Movistar                  |
| Final                      | Chris Froome          | Nacer Bouhanni           | Daniel Teklehaimanot        | Simon Yates                  | Movistar                  |

## UCI World Tour
El Critérium del Dauphiné otorgó puntos para el UCI WorldTour 2015, solamente para corredores de equipos UCI ProTeam. Las siguientes tablas son el baremo de puntuación y los corredores que obtuvieron puntos:
| Posición              | 1º  | 2º | 3º | 4º | 5º | 6º | 7º | 8º | 9º | 10º |
| Clasificación general | 100 | 80 | 70 | 60 | 50 | 40 | 30 | 20 | 10 | 4   |
| Por etapa             | 6   | 4  | 2  | 1  | 1  |    |    |    |    |     |

| Ciclista            | Equipo            | General | Etapa | Total |
| ------------------- | ----------------- | ------- | ----- | ----- |
| Chris Froome        | Sky               | 100     | 14    | 114   |
| Tejay Van Garderen  | BMC Racing        | 80      | 9     | 89    |
| Rui Costa           | Lampre-Merida     | 70      | 8     | 78    |
| Beñat Intxausti     | Movistar          | 60      | 2     | 62    |
| Simon Yates         | Orica GreenEDGE   | 50      | 6     | 56    |
| Romain Bardet       | Ag2r La Mondiale  | 40      | 6     | 46    |
| Daniel Martin       | Cannondale-Garmin | 30      | -     | 30    |
| Joaquim Rodríguez   | Katusha           | 20      | 2     | 22    |
| Alejandro Valverde  | Movistar          | 10      | 2     | 12    |
| Peter Kennaugh      | Sky               | -       | 6     | 6     |
| Sacha Modolo        | Lampre-Merida     | -       | 6     | 6     |
| Vincenzo Nibali     | Astana            | -       | 4     | 4     |
| Samuel Dumoulin     | Ag2r La Mondiale  | -       | 4     | 4     |
| Jonas Van Genechten | IAM               | -       | 4     | 4     |
| Andrew Talansky     | Cannondale-Garmin | 4       | -     | 4     |
| Alexey Tsatevitch   | Katusha           | -       | 2     | 2     |
| Luka Mezgec         | Giant-Alpecin     | -       | 2     | 2     |
| Tony Gallopin       | Lotto-Soudal      | -       | 1     | 1     |
| Tiesj Benoot        | Lotto-Soudal      | -       | 1     | 1     |
| Simon Gerrans       | Orica GreenEDGE   | -       | 1     | 1     |